# Luena (Angola)
Luena è una città dell'Angola, capoluogo della provincia di Moxico, con una popolazione di circa 84.619 abitanti.